# Gonatocerus brunneus
Gonatocerus brunneus är en stekelart som beskrevs av Girault 1911. Gonatocerus brunneus ingår i släktet Gonatocerus och familjen dvärgsteklar. Inga underarter finns listade i Catalogue of Life.